# GSC3592-6915
GSC3592-6915 — хімічно пекулярна зоря спектрального класу A, що має видиму зоряну величину в смузі V приблизно  9,6.